# Beechcraft C99
A Beechcraft C99 repülőgépet az Alabama állambeli (USA) Selma gyárban készítették, és tucatnyi ráhordó légitársaság állította forgalomba, amelyek kevés utast rövid távolságokon gazdaságosan kívántak szállítani. A C99-est a sokkal sikeresebb Beechcraft 1900 váltotta fel.

## Amerikai ráhordó-repülőgép
Az utasszállító C99-esnek és elődjének, a 99 típuscsaládnak megtervezésekor a Beechcraft a Queen Air üzleti repülőgép fontos szerkezeti elemeit használta fel. A szárny erősen emlékeztet a Queen Airére, de a  törzs hosszabb, a 99-est pedig a dugattyús motorok helyett légcsavaros gázturbinákkal gyártották. A tervezési koncepció szerint olyan praktikus, olcsó üzemeltetésű különjárati és ráhordó repülőgépet kellett létrehozni, amely kevés utast kis távolságra rövid leszállópályás repülőterekről is gazdaságosan tud szállítani. A korábbi típusokkal összehasonlítva a C99 533 ekW-os hajtóművei már nagyobb teljesítményt nyújtottak a szükségesnél. A Beechcraft 1975-ben befejezte a 99 sorozatot és 1980-ban megkezdte a C99 gyártását. Az első gépekhez 1981-től jutottak a megrendelők. Öt évvel később a C99-est is felváltotta a korszerű 1900. A C99 bizonyította alkalmasságát és megbízhatóságát, mindezek ellenére nem került a legkeresettebb repülőgépek közé. A típussal viszont a Beechcraft értékes tapasztalatokat szerzett a hasonló méretű ráhordó repülőgépek gyártásában.

## Műszaki adatok
- Kategória: ráhordó utas- és áruszállító repülőgép
- Hajtómű: két 533 ekW-os Pratt & Whitney Canada PT6A-36 légcsavaros gázturbina
- Max. sebesség: 496 km/h (2440 m-en)
- Utazósebesség: 462 km/h (2440 m-en)
- Emelkedőképesség: 677 m/min
- Hatótáv: 1686 km (max. üzemanyaggal)
- Csúcsmagasság: 7620 m
- Tömeg: feltöltött üzemi: 3039 kg; max. felszálló: 5125 kg
- Hasznos teher: két pilóta, egy utaskísérő, 14-15 utas és 782 kg poggyász vagy áru vagy 1990 kg áru utasok nélkül. A mozgatható válaszfal minden utas/áru kombinációt lehetővé tesz.
- Méretek: fesztáv: 13,98 m

hossz: 13,58 m
magasság: 4,37 m 
szárnyfelület: 25,98 m2

## Tények és számok
- A C99 törzse alá kívánságra kétféle poggyásztartály szerelhető. Az egyik 272, a másik 363 kg teherbírású.
- A C99 prototípusa egy átépített, korábbi Beech 99 volt.
- A kabinban mozgatható válaszfallal különíthető el az utas- és a poggyásztér.
- 1982-86 között a már elkészült 163 darab 99 után 77 C99-est gyártottak.
- A C99 első repülését Jim Dolbee hajtotta végre 1980. június 20-án.
- A megrendelő kérésére a C99-est nagy, felhajtható teherajtóval is gyártották.